# 蕾吉娜
蕾吉娜，是卡普空出品遊戲《恐龍危機系列》的代表主角，分別於《恐龍危機》和《恐龍危機2》中登場。由三上真司创造和设计。

## 概要
蕾吉娜是政府直屬的非正規情報機關「S.O.R.T（Secret Operation Raid Team）」所屬的菁英特務，在隊中的資歷似乎不算深，過去的經歷也一切不明，就連「蕾吉娜」也是她作為幹員的代號而非她的真名。身高175cm，有著一頭亮麗的紅髮，是個外貌出眾、身材姣好的成熟性感美女。她具有很高的身體能力，反應敏捷且身手靈活，同時也是擅長於進行潛入作戰的專家，達成過許多困難的任務。
在恐龍危機中，蕾吉娜是被S.O.R.T選入派遣參與「逮捕卡克博士行動」的四名成員之一，在該行動中曾多次與恐龍進行遭遇戰，經歷數次與各種恐龍的生死搏鬥仍成功達成抓回卡克博士的任務，並在最終成功阻止了暴龍。
而在上述事件的一年後（即恐龍危機2），因為蕾吉娜於上回行動的戰蹟以及與恐龍對峙的實戰經驗，於是再度被S.O.R.T所派遣，協助陸軍特種部隊「T.R.A.T」去執行任務，之後與「T.R.A.T」的一名成員迪蘭（即本作的男主角）共同行動，在劇中初期她曾救出迪蘭一次，亦有穿著潛水衣進行水下作戰的橋段。
在恐龍危機2的結局中，蕾吉娜成功帶回了「第三能源」的相關資料並回到她原來的時代。而之後的發展卻很可惜地，由於恐龍危機系列至今不再有續作（恐龍危機3是與系列無關的全新作品）因此再無下文。

## 使用武器
蕾吉娜使用的武器以手枪為主，兩作皆是以手槍作為她在遊戲中的初期武器，一代是Glock34，二代是沙漠之鷹。
在「恐龍危機」中，蕾吉娜除了使用Glock34手槍以外，還有使用PA-3霰彈槍以及HK 69榴彈發射器，同作中手槍有外掛準星以及改裝成Glock35的套件，霰彈槍有外掛槍托以及改裝成SPAS-12的套件，榴彈發射器亦有透過套件而自行改裝的版本。
而在「恐龍危機2」，除手槍外，蕾吉娜也攜帶了一把近身用的電擊槍，還有使用MP5K冲锋枪、M60E3机枪、單兵攜行飛彈（外型為虛構）、火焰噴射器等。附帶一提，本遊戲開始時的CG畫面中，蕾吉娜則是使用「T.R.A.T」的制式裝備：M16A1突擊步槍下掛M203榴彈發射器。

## 其它
- 蕾吉娜在南夢宮X卡普空也有登場，在本遊戲她與Bruce McGivern（槍下遊魂4的主角）為兩人一組的角色。
- 在生化危機3中，吉兒的其中一套隱藏服裝就是仿蕾吉娜的外型。

## 评价
本角色得到游戏评论家的好评。通常将她与卡普空自家生化危機的吉兒·范倫廷和古墓丽影的蘿拉·卡芙特作对比。1999年，英国杂志Arcade在“虚拟狐狸”的系列文章中醒目地突出了蕾吉娜。
2001年，巴西的《超级游戏力量》将蕾吉娜评选为平台游戏中的十二大女神之一。其中的人物有Jill和Lara等。